# Clavularia spongicola
Clavularia spongicola is een zachte koraalsoort uit de familie Clavulariidae. De koraalsoort komt uit het geslacht Clavularia. Clavularia spongicola werd in 1955 voor het eerst wetenschappelijk beschreven door Utinomi. 